# M-11 Shtorm

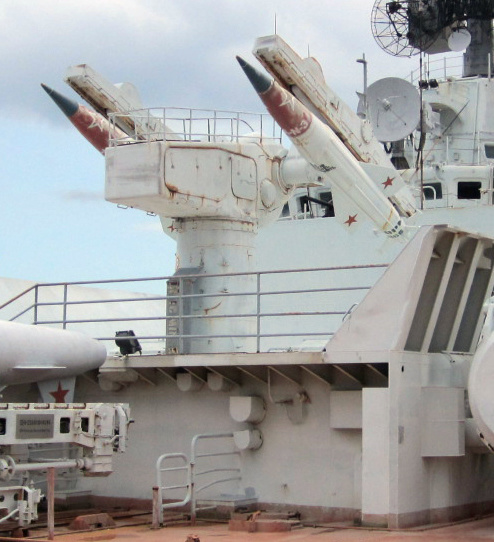
Bản sao bệ phóng M-11 Shtorm cùng với đạn tên lửa trưng bày tại Minsk World

M-11 Shtorm (tiếng Nga: М-11 «Шторм»; tiếng Anh: Storm) là một tổ hợp tên lửa hạm đối không của Liên Xô. Mã định danh của GRAU là 4K60. Tên định danh NATO là SA-N-3 Goblet. Hệ thống này trang bị đầu tiên cho tàu sân bay chống ngầm Moskva vào năm 1967, nhưng chính thức được chấp nhận trang bị là vào năm 1969. Tổ hợp tên lửa này không có phiên bản lục quân. Nó chỉ được trang bị cho các tàu chiến của Liên Xô.

## Biến thể
- SA-N-3A 4K60 Shtorm V611 – phiên bản đầu tiên
- SA-N-3B 4K65 Shtorm-M V611M – phiên bản cải tiến

## Quốc gia sử dụng
Nga
 Liên Xô